# Sumatra Settentrionale
Sumatra Settentrionale (in indonesiano Sumatera Utara) è una provincia dell'Indonesia, situata nella parte settentrionale dell'isola di Sumatra, con circa 13 milioni di abitanti.
La capitale della provincia è Medan.
La provincia che si estende tra lo Stretto di Malacca e l'Oceano indiano, confina a nord con la provincia di Aceh ed a sud con le province di Riau e Sumatra Occidentale.
Dal punto di vista amministrativo la provincia è suddivisa nelle seguenti reggenze (kabupaten) e città (kota) con i rispettivi capoluoghi:

## Reggenze nella Regione costiera Occidentale
- Nias, Gunungsitoli
- Nias Meridionale (Nias Selatan), Teluk Dalam
- Mandailing Natal, Panyabungan
- Tapanuli Meridionale (Tapanuli Selatan), Padang Sidempuan
- Tapanuli Centrale (Tapanuli Tengah), Sibolga

### Città
- Padang Sidempuan
- Sibolga

## Reggenze nella Regione di Montagna
- Karo, Kabanjahe
- Dairi, Sidikalang
- Pakpak Bharat, Salak
- Tapanuli Settentrionale (Tapanuli Utara), Tarutung
- Humbang Hasundutan, Dolok Sanggul
- Samosir, Pangururan
- Toba Samosir, Balige
- Simalungun, Pematang Siantar

### Città
- Pematang Siantar

## Reggenze nella Regione Costiera Orientale
- Asahan, Kisaran
- Labuhan Batu, Rantauprapat
- Langkat, Stabat
- Deli Serdang, Lubukpakam
- Serdang Bedagai, Sei Rampah

### Città
- Tebing Tinggi
- Tanjung Balai
- Medan
- Binjai